# Jüdischer Friedhof (St. Ingbert)

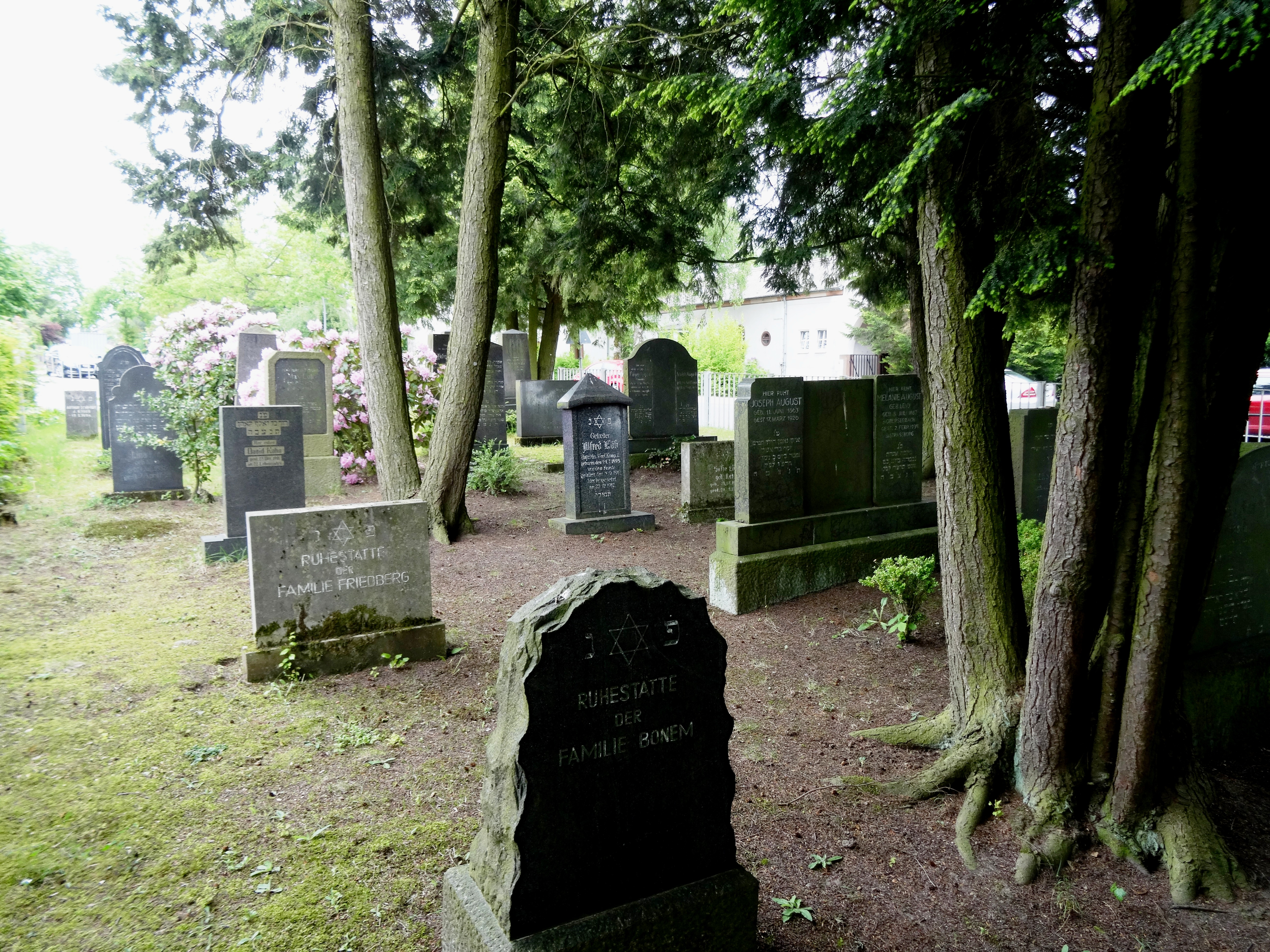
Blick auf den Friedhof

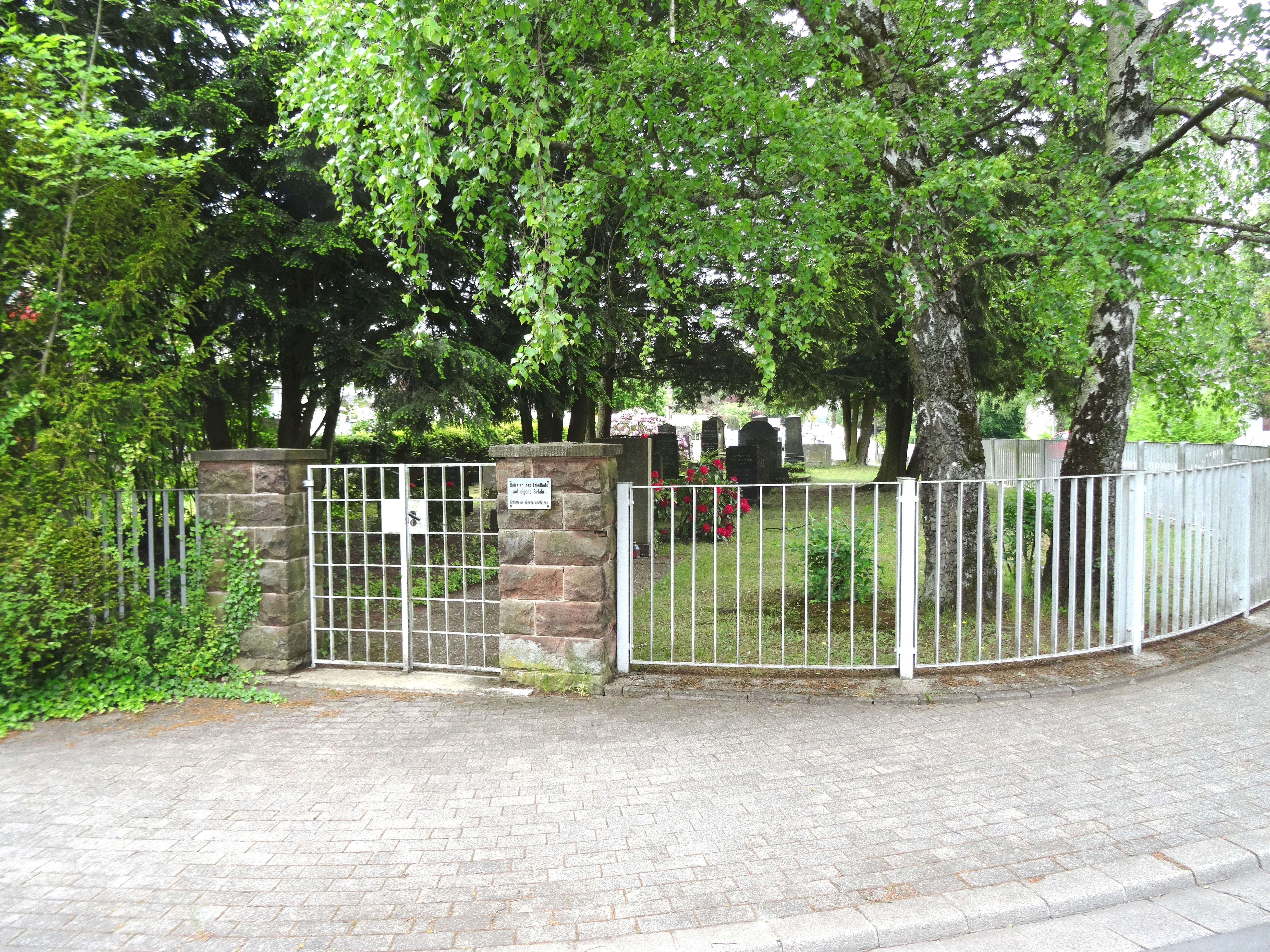
Eingang zum Friedhof

Der Jüdische Friedhof St. Ingbert ist ein ehemaliger Friedhof der jüdischen Gemeinde in St. Ingbert. Der Friedhof steht als Einzeldenkmal unter Denkmalschutz.

## Geschichte
Die Toten der jüdischen Gemeinde wurden bis 1888 in Blieskastel beigesetzt. In diesem Jahr konnte nach Verhandlungen mit der Stadt ein eigener jüdischer Friedhof in St. Ingbert angelegt werden. 1886 hatte der Stadtrat beschlossen, für 300 Mark ein Gelände zu erwerben und es der jüdischen Gemeinde der Stadt zur Verfügung zu stellen. Im Dezember 1888 wurde dann mit Wolfgang Kahn, dem Vorstand der israelitischen Kultusgemeinde und St. Ingberter Stadtrat, der erste Tote in St. Ingbert bestattet. Bis Dezember 1935 wurden insgesamt 38 Personen bestattet.
Wie so viele jüdische Friedhöfe wurde auch der St. Ingberter Friedhof in der NS-Zeit geschändet und die Grabsteine umgestürzt. Das städtische Bauamt räumte die Grabsteine ab und lagerte sie in einem benachbarten Steinbruch. Der Friedhof wurde um 1942 eingeebnet und für den Ackerbau verwendet. Nach Kriegsende beschloss die Stadt im August 1947 die Instandsetzung. Bis 1951 wurde der Friedhof wieder hergestellt, die Grabsteine wieder aufgestellt.